# Promise and Terror
Promise and Terror je páté studiové album anglické heavymetalové skupiny Blaze Bayley, vydané 1. února 2010 přes vydavatelství Blaze Bayley Recording. Je to druhé studiové album Bayleyho jako sólového zpěváka.
Toto album je nejprodávanějším sólovým albem Blaze Bayleyho. Album obsahuje velmi různorodé písně. První polovina alba je pozitivnější a optimističtější, druhá polovina temnější, se skladbami o tom, jak se vypořádat s osobními tragédiemi, jako je ztráta, bolest, smutek a přijetí. Tyto temnější písně se zabývají ztrátou Bayleyho milované manželky, která zemřela v září 2008.

## Seznam skladeb
Všechny skladby napsal Blaze Bayley.
| Pořadí         | Název                                  | Délka |
| -------------- | -------------------------------------- | ----- |
| 1.             | Watching the Night Sky                 | 3:36  |
| 2.             | Madness and Sorrow                     | 3:09  |
| 3.             | 1633                                   | 6:03  |
| 4.             | God of Speed                           | 5:48  |
| 5.             | City of Bones                          | 6:26  |
| 6.             | Faceless                               | 3:46  |
| 7.             | Time to Dare                           | 5:41  |
| 8.             | Surrounded by Sadness                  | 3:59  |
| 9.             | The Trace of Things That Have No Words | 5:48  |
| 10.            | Letting Go of the World                | 6:24  |
| 11.            | Comfortable in Darkness                | 4:29  |
| Celková délka: | Celková délka:                         | 55:42 |

## Obsazení
- Blaze Bayley – zpěv
- Nico Bermudez – sólová kytara
- Jay Walsh – doprovodná kytara
- David Bermudez – baskytara
- Lawrence Peterson – bicí

#### Host
- Jase Edwards – producent, sólová kytara (skladba 2)